# José Herrera Uslar
José Herrera Uslar, nacido el 4 de enero de 1906. Perteneciente a la Casa de Herrera. Hijo de José Herrera Manrique y Carolina Uslar Urbaneja, proviene a una de las familias mantuanas fundadoras del Valle de Caracas, copropietario del Banco Caracas y dueño de la colonial Hacienda la Vega.

## Vida personal
Se casó con Clementina Velutini Pérez (sobrina nieta de José Antonio Velutini) y adoptaron tres huérfanos de guerra refugiados en Suiza: José Herrera Velutini, Julio José Herrera Velutini y Christina Herrera Velutini; y tuvieron diez nietos: Mercedes Clementina Herrera Titeux, José Henrique Herrera Titeux, Santiago, Diego Bernardo Herrera Titeux; Julio Martín Herrera Kolster, Carlos Alberto Herrera Kolster, José Francisco Herrera Kolster; Julio José Herrera Pacheco; Cristina María Pantin Herrera y Andrés Kochen.
La familia Herrera Velutini fue propietaria de las hermosísimas haciendas coloniales La Vega y Montalbán, así como de los terrenos en donde posteriormente se levantaron las urbanizaciones del mismo nombre, además de buena parte de Antímano. Las casas de dichas señoriales haciendas todavía subsisten y son muy visitadas por los turistas. Los lazos de la familia Herrera Velutini con la Iglesia Católica y la Compañía de Jesús eran de una cercanía tal que les donaron los terrenos para construir la sede de la Universidad Católica Andrés Bello y de la Conferencia Episcopal de Venezuela.

## Vida profesional
Cursa estudios en el Colegio La Salle de Caracas que continúa en prestigiosos institutos norteamericanos tales como Pennington School, Lehigh University, Dickinson Law School. Al regresar a Venezuela se gradúa en ciencias políticas en la Universidad Central de Venezuela. Abogado de profesión el 14 de enero de 1930 funda la Federación de Basquetbol de Venezuela y preside la primera directiva junto a John Phelps y Jaime Todd como Vicepresidentes. En 1936 funda junto con Juan José Mendoza, Martín Vegas, Manuel Antonio Matos, Francisco Pimentel y otros, el Movimiento de Acción Nacional (MAN), cuyo propósito era luchar contra todo lo que significara extremismo, comunismo, disolución y relajación social, oponiéndose por todos los medios a la propagación del ideario marxista leninista en Venezuela.
En 1950 impulsó el movimiento de adopción de huérfanos de la Segunda Guerra Mundial. Cuando se desempeñaba como embajador de Venezuela en Suecia,  Herrera Uslar organizó el traslado de 1000 huérfanos de guerra refugiados en Suiza. Estos llegarían al país en lotes de 50 niños, los cuales serían llevados a la colonia de Catia La Mar, donde permanecerían mientras eran adoptados por familias venezolanas.